# Élections sénatoriales thaïlandaises de 2000
En 2000, des élections sénatoriales se tiennent en Thaïlande pour la première fois le 4 mars. Il s'agit de la première législature de la chambre haute à être élue au suffrage universel, les précédentes législatures ayant vu ces membres soit nommés par une junte militaire ou le monarque, soit élus à scrutin indirect.
Les partis politiques n'étant pas autorisés à présenter des candidats durant cette élection, tous les sénateurs ont été élus sans étiquette politique. Le taux de participation pour cette élection atteint les 72,08 %, pour plus de 28,7 millions de suffrages exprimés.